# Dzwonkówka kosmata
Dzwonkówka kosmata (Entoloma strigosissimum (Rea) Noordel.) – gatunek grzybów z rodziny dzwonkówkowatych (Entolomataceae).

## Systematyka i nazewnictwo
Pozycja w klasyfikacji według Index Fungorum: Entoloma, Entolomataceae, Agaricales, Agaricomycetidae, Agaricomycetes, Agaricomycotina, Basidiomycota, Fungi.
Po raz pierwszy opisał go w 1920 r. Carleton Rea, nadając mu nazwę Nolanea strigosissima (bazonim). W 1979 r. Machiel Evert Noordeloos przeniósł go do rodzaju Entoloma. Pozostałe synonimy:
- Leptonia strigosissima (Rea) P.D. Orton 1960
- Pouzarella strigosissima (Rea) Mazzer 1976
- Pouzaromyces strigosissimus (Rea) E. Horak 1968
- Rhodophyllus strigosissimus (Rea) M.M. Moser 1967

W 1999 roku Władysław Wojewoda podał polską nazwę wieruszka kosmata, w 2003 r. zmienił ją na dzwonkówka kosmata.

## Morfologia
Kapelusz
Średnica 10–12 mm, stożkowato-dzwonkowaty w całym okresie rozwoju, z zagłębionym środkiem, ciemnobrązowy do szarobrązowego, całkowicie pokryty jedwabistymi włókienkami, u młodych okazów owłosiony.
Blaszki
Rzadkie, z poprzecznymi prążkami, o szerokości 2 mm, tej samej barwy co kapelusz. Ostrza drobno ząbkowane.
Trzon
Wysokość 20–50 mm, grubość 2mm, nieco bulwiaste i całkowicie pokryty kasztanowobrązowymi włoskami lub czerwonobrązowymi włókienkami.
Miąższ
Cienki, w tym samym kolorze co kapelusz i o lekko ostrym zapachu.
Cechy mikroskopowe
Podstawki 40–45 × 10–15 µm, 4-zarodnikowe. Zarodniki 13–16,5 × 8–11 µm, Q = 1,5–1,7, z wieloma kanciastymi guzkami. Cheilocystydy 25–45 × 10–25 um. Skórka kapelusza typu trichoderma, zbudowana z cylindrycznych strzępek 40–80 × 10–15 um z pigmentem pozakomórkowym. Są wśród nich bardzo długie, ostre włoski 4–50 um. Skórka trzonu podobna.
Gatunki podobne
Dzwonkówka kosmata jest w sekcji Dysthales jedynym gatunkiem o korzennym zapachu. Entoloma pseudodysthales ma zapach będący mieszanką czosnku i zgniłej kapusty. Mikroskopowo dzwonkówka kosmata wyraźnie różni się od reszty tej sekcji wielokątnymi, guzkowatymi zarodnikami i dłuższymi i ostrzejszymi włoskami.

## Występowanie i siedlisko
Podano stanowiska w Europie, Ameryce Północnej i na Nowej Zelandii. W Polsce W. Wojewoda w 2003 r. przytoczył kilka stanowisk, w późniejszych latach podano wiele następnych. Na Czerwonej liście roślin i grzybów Polski. Ma status E – gatunek wymierający, którego przeżycie jest mało prawdopodobne, jeśli nadal będą działać czynniki zagrożenia.
Grzyb naziemny występujący na żyznej glebie i w ściółce leśnej.